# Heidebeek (rivier)
De Heidebeek (Frans: Ey Becque) is een riviertje in de Franse Westhoek in Noord-Frankrijk in het stroomgebied van de IJzer.  Het riviertje ontspringt op de Kasselberg, komt door de Franse gemeenten Terdegem en Steenvoorde en vormt zes kilometer lang de grens tussen de Franse gemeenten Winnezele en Houtkerke en het Belgische Poperinge, vóór het in de IJzer uitmondt nabij Haringe. In 1778, zoals te zien op de Ferraris-kaart, vormde de Heidebeek stroomafwaarts reeds vanaf Steenvoorde de grens met de Oostenrijkse Nederlanden